# سيزار هورست
سيزار هورست (بالإسبانية: César Horst)‏ هو لاعب كرة قدم أرجنتيني، ولد في 4 مايو 1989 في جيوليجياشو في الأرجنتين. لعب مع بوكا جونيورز.